# 키엘체군

시비엥토크시스키에주 지도에 표시된 키엘체군의 위치

키엘체군(폴란드어: powiat kielecki)은 폴란드 시비엥토크시스키에주에 위치한 군으로 면적은 2,247.45km2, 인구는 206,856명(2019년 기준), 인구 밀도는 92명/km2이다. 군청 소재지는 키엘체이지만 키엘체군에 속하지 않고 별도의 도시군으로 존재한다.
북쪽으로는 콘스키에군, 북동쪽으로는 스카르지스코군, 동쪽으로는 스타라호비체군, 오스트로비에츠군, 오파투프군, 남동쪽으로는 스타슈프군, 남쪽으로는 부스코군, 핀추프군, 남서쪽으로는 옝제유프군, 서쪽으로는 브워슈초바군과 접한다. 19개 지방 자치체(4개 도시형 농촌, 15개 농촌)를 관할한다.

군기
군 문장